# Угу Віана
Угу Віана (порт. Hugo Viana, нар. 15 січня 1983, Барселуш) — португальський футболіст, півзахисник еміратського клубу «Аль-Васл» та, в минулому, національної збірної Португалії.

## Клубна кар'єра
Народився 15 січня 1983 року в місті Барселуші. Вихованець юнацьких команд футбольних клубів «Жіл Вісенте» та «Спортінг».
У дорослому футболі дебютував 2001 року виступами за команду «Спортінга», в якій провів один сезон, взявши участь у 26 матчах чемпіонату.
Своєю грою за цю команду привернув увагу представників тренерського штабу клубу «Ньюкасл Юнайтед», до складу якого приєднався 2002 року. Відіграв за команду з Ньюкасла наступні два сезони своєї ігрової кар'єри.
Протягом 2004–2005 років знову захищав кольори команди клубу «Спортінг», цього разу на умовах оренди.
2005 року уклав контракт з іспанським клубом «Валенсія», у складі якого провів наступні два роки своєї кар'єри гравця. Більшість часу, проведеного у складі «Валенсії», був основним гравцем команди.
Сезон 2007/08 провів в оренді у складі клубу «Осасуна», після чого ще на один рік повернувся до «Валенсії».
2009 року повернувся на батьківщину, уклавши спочатку орендний, а згодом й повноцінний контракт з «Брагою». Протягом чотирьох наступних сезонів відіграв за клуб з Браги понад 100 матчів у першості Португалії.
2013 року перебрався до ОАЕ, спочатку грав за «Аль-Аглі» (Дубай), а 2015 року став гравцем «Аль-Васла».

## Виступи за збірні
Протягом 2001–2004 років залучався до складу молодіжної збірної Португалії. На молодіжному рівні зіграв у 22 офіційних матчах, забив 3 голи.
Того ж 2001 року дебютував в офіційних матчах у складі національної збірної Португалії. Наразі провів у формі головної команди країни 27 матчів, забивши 1 гол.
У складі збірної був учасником чемпіонату світу 2002 року в Японії і Південній Кореї, чемпіонату світу 2006 року у Німеччині, а також чемпіонату Європи 2012 року в Україні та Польщі.

## Титули і досягнення
- Чемпіон Португалії: 2001-02
- Володар Кубка Португалії: 2001-02
- Володар Кубка португальської ліги: 2012-13
- Чемпіон ОАЕ: 2013-14
- Володар Кубка Ліги ОАЕ: 2013-14
- Володар Суперкубка ОАЕ: 2013

Збірні
- Чемпіон Європи (U-16): 2000